# Uri Geller
Uri Geller (hebrejsky: אורי גלר; * 20. prosince 1946, Tel Aviv) je izraelský iluzionista. K jeho specialitám patřily jevy zkoumané a propagované parapsychology, jako je ohýbání lžic, telekineze či telepatie. Kontroverznost Gellera spočívala v tom, že se nepřiznával k tomu, že jde o triky, ale tvrdil, že má parapsychické schopnosti, které mu prý předali mimozemšťané. Nakonec však přiznal, že nadpřirozené schopnosti nemá.

## Život
Jeho rodiče byli židovští emigranti z Rakouska a Maďarska. Jeho matka se jmenovala Margaret Freudová a podle Gellera byl po mateřské linii spřízněn se zakladatelem psychoanalýzy Sigmundem Freudem. Část dětství strávil na Kypru, kde se naučil velmi dobře anglicky, což mu později umožnilo se prosadit v britské televizi (díky otci umí také plynně maďarsky). V 60. letech sloužil v izraelské armádě a zúčastnil se bojů šestidenní války. Poté se živil jako model a na konci 60. let začal vystupovat v zábavních podnicích s prvními kouzelnickými čísly. Na začátku 70. let se objevil v britské televizi, kde však jeho iluzionistické začátky nebyly známy, a prezentoval se jako jedinec nadaný zvláštními psychickými schopnostmi. Brzy měl vlastní televizní show, která byla založena na tvrzení, že v ní neprovádí kouzelnická vystoupení, ale prokazuje tajemné síly lidské mysli. Tomu věřila i skupina parapsychologů, která se kolem Gellera pohybovala, zejména parapsycholog Andrija Puharich, který Gellera v 70. letech soustavně propagoval a napsal jeho biografii, kde mimo jiné tvrdil, že Geller přijímá zprávy z mimozemských počítačů. To budilo odpor vědeckých skeptiků (Richard Feynman, James Randi, Martin Gardner) či klasických iluzionistů, kteří mnohokráte upozorňovali, že Gellerova "psychická vystoupení" jsou klasická kouzelnická čísla. V případech, kdy mu byl prokázán zjevný podvod, se k triku Geller přiznal, přesto nadále držel linii "parapsychika". V roce 1978 Yasha Katz, který byl manažerem Gellera v Británii, prohlásil, že všechna Gellerova vystoupení jsou prostě triky a vysvětlil, jak se dělaly. Geller to nekomentoval a dále držel svou imidž. I když někteří uznávali, že má právo vytvářet kolem své show mytologii, jakou chce, také bylo upozorňováno, že bere vysoké honoráře od těžařských společností za proutkařství, či že působí jako "psychický poradce" cyklisty Bruce Bursforda, což podle skeptiků již hraničilo s podvodem a manipulací. Byl prý též blízkým přítelem Michaela Jacksona. V roce 2007 Geller, ke zklamání záhadologické a parapsychologické komunity, nakonec přiznal, že je jen iluzionistou. "Změnil jsem koncept své postavy. Už nebudu říkat, že mám nadpřirozené schopnosti. Jsem bavič. Chci jen udělat dobrou show," prohlásil v rozhovoru pro německý časopis Magische Welt. V listopadu 2008 přijal Geller během kongresu iluzionistů cenu Services to Promotion of Magic Award. Později věc ale poněkud znejasnil, když uvedl "jsem mystifikátor, ne kouzelník". V roce 2008 uvedl ve své německé televizní show The Next Uri Geller, že nikdy neměl nadpřirozené schopnosti, poté však mrkl do kamery. Tato jeho víceznačná vystoupení umožňují části parapsychologů ho nadále považovat za jedince vládnoucího zvláštními psychickými schopnostmi a souběžně slouží skeptikům jako exemplární příklad parapsychika, který se přiznal k podvodu. Geller svou "magickou" imidž nadále občas používá, většinou ale není jasné, nakolik to myslí jako vtip. V dokumentu BBC The Secret Life of Uri Geller - Psychic Spy? z roku 2013 například tvrdil, že pracoval jako tajný agent CIA a Mossadu v Mexiku, a tvrdil, že zde kupříkladu vyslovením slova "vymazat" vymazal diskety agentů KGB. V roce 2019 zase napsal otevřený dopis britské premiérce Therese Mayové, kde jí oznámil, že jí telepaticky zabrání vyvést Británii z Evropské unie. "Jakkoli tě obdivuji, telepaticky ti v tom zabráním - a věř mi, že jsem toho schopen," uvedl v listě. Skeptici to označují za další důkaz, že Geller je jen vtipálek, neboť Británie z EU nakonec vystoupila, jeho poslední "věřící" však upozorňují, že to koneckonců nebyla Mayová, kdo Británii z EU vyvedl, neboť Mayová musela opustit svůj post ještě před brexitem, když si nedokázala zajistit podporu vlastní strany pro výstupovou dohodu, již vyjednala. Většinou je ale Geller v současnosti považován za klasického iluzionistu, který zvolil specifický způsob své promotion a pohrával si přitom s médii, novináři a koneckonců i vědci a skeptiky, které používal ke své reklamě. Od roku 2015 žije znovu v Izraeli.